# Albissole 1909
Albissole 1909 (wł. Associazione Sportiva Dilettantistica Albissole 1909) – włoski klub piłkarski, mający siedzibę w mieście Albissola Marina, w północno-zachodniej części kraju, grający od sezonu 2019/20 w rozgrywkach Seconda Categoria Savona.

## Historia
Chronologia nazw:
- 2010: Associazione Sportiva Dilettantistica Albissola 2010 – po fuzji Albissole 1909 i Gruppo Sportivo Santa Cecilia
- 2018: Albissola 2010
- 2019: Associazione Sportiva Dilettantistica Academy Albissola Football Club
- 2020: Associazione Sportiva Dilettantistica Albissole 1909

Klub sportowy ASD Albissola 2010 został założony w miejscowości Albissola Superiore w 1910 roku w wyniku połączenia Albissole 1909 i Gruppo Sportivo Santa Cecilia z Albissola Marina. Wcześniej w mieście funkcjonował klub o nazwie Unione Sportiva Albisola. W 2000 roku dołączył do klubu Luceto, zmieniając nazwę najpierw na Albatross, a ostatecznie na Albissole 1909. 
W sezonie 2010/11 zespół debiutował w rozgrywkach Prima Categoria Liguria (D8). W 2012 awansował do Promozione Liguria. Przed rozpoczęciem sezonu 2014/15 wprowadzono reformę systemy lig, wskutek czego Promozione awansowała na szósty poziom. W 2016 klub otrzymał promocję do Eccellenza Liguria, w 2017 do Serie D, a w 2018 do Serie C. W sezonie 2018/19 zajął 17.miejsce w grupie A Serie C i został zdegradowany. Następnie klub zrezygnował z rozgrywek profesjonalnych z powodu braku stadionu o odpowiednich wymogach i stracił członkostwo w FIGC.
W 2019 powstał nowy klub o nazwie ASD Academy Albissola FC, który startował w sezonie 2019/20 w rozgrywkach Seconda Categoria Imperia (D8)., zajmując 7.miejsce. W 2020 roku klub zmienił nazwę na ASD Albissole 1909. 

## Barwy klubowe, strój
|  |  |  |

Klub ma barwy biało-niebiesko-czarne. Zawodnicy domowe spotkania zazwyczaj grają w białych koszulkach ze skośnym niebieskim paskiem, białych spodenkach oraz białych getrach.

## Sukcesy

### Trofea międzynarodowe
Nie uczestniczył w rozgrywkach europejskich (stan na 31-05-2020).

### Trofea krajowe
| \| \| Zdobyte trofea w rozgrywkach Włoch (stan na: 31-08-2020) \| |                                                          |      |          |
| Rozgrywki                                                         | Osiągnięcie                                              | Razy | Sezon(y) |
| · Mistrzostwo                                                     | I miejsce                                                | 0    |          |
| · Mistrzostwo                                                     | II miejsce                                               | 0    |          |
| · Mistrzostwo                                                     | III miejsce                                              | 0    |          |
| · Puchar                                                          | zdobywca                                                 | 0    |          |
| · Puchar                                                          | finalista                                                | 0    |          |
| II liga                                                           | I miejsce                                                | 0    |          |
| II liga                                                           | II miejsce                                               | 0    |          |
| II liga                                                           | III miejsce                                              | 0    |          |
| Włochy                                                            | Zdobyte trofea w rozgrywkach Włoch (stan na: 31-08-2020) |      |          |

- Serie C (D3):
  - 17.miejsce (1x): 2018/19 (A)

## Struktura klubu

### Stadion
Klub piłkarski rozgrywał swoje mecze domowe na Stadio Comunale Faraggiana w mieście Albissola Marina o pojemności 3 tys. widzów.

### Derby
- Albenga Calcio 1928
- Baia Alassio Calcio
- ASD Imperia
- Pro Savona Calcio
- Sanremese Calcio
- ASD Speranza FC 1912
- FBC Veloce 1910
- Ventimigliese Calcio